# 1984 (hoorspel)
1984 is een hoorspel naar de roman Nineteen Eighty-Four (1948) van George Orwell. De oorspronkelijke versie van het hoorspel is van de BBC en werd op 11 oktober 1965 uitgezonden onder de titel Nineteen Eighty-Four.
Voor de Nederlandse versie werd de vertaling verzorgd door Alfred Pleiter; Eric Ewens maakte de radiobewerking. De AVRO zond het hoorspel uit op donderdag 14 december 1967, van 20:40 uur tot 22:30 uur. De regisseur was Dick van Putten. Ter ere van het jaar 1984 werd op 1 januari van dat jaar het hoorspel herhaald.
Ook in Vlaanderen verscheen een hoorspel onder de naam 1984. Deze 17 minuten durende versie werd geschreven door Jaak Dreesen, en werd op 4 september 1983 door de BRT uitgezonden.
In 2013 werd een nieuwe versie van Nineteen Eighty-Four uitgezonden bij de BBC, met Christopher Eccleston in de hoofdrol.

## Rolbezetting
In de Nederlandse versie speelden de volgende acteurs mee:
- Paul van der Lek (Winston Smith)
- Fé Sciarone (Julia Brown)
- Huib Orizand (O’Brien)
- Willy Ruys (Charrington)
- Wam Heskes (Goldstein)
- Jan Borkus (nieuwslezer)
- Tonny Foletta (Parsons)
- Wiesje Bouwmeester (Mrs. Parsons)
- Johan te Slaa (oude man)
- Harry Bronk (Syme)
- Paul Deen (Ampleforth)
- Nel Snel (Gwenda)
- Joke Hagelen (Jane)
- Trudy Libosan (Peter)

## Inhoud
1984 is een dystopische toekomstroman over een samenleving waarin de Partij alles bepaalt. De inwoners hebben geen eigen privéleven; denken is verboden. De Partij kijkt in de huiskamer mee middels een televisiescherm dat niet uitgezet kan worden. Mensen die tegen de regels ingaan, worden gearresteerd en komen terecht in de martelkelders van het Ministerie van Liefde. Ook Winston Smith wil veranderingen en probeert bij de ondergrondse beweging te komen. Hij wordt echter verraden en komt terecht bij het Ministerie van Liefde.